# Aeroportul Pajala
Aeroportul Pajala (IATA: PJA, ICAO: ESUP) este un aeroport din Comuna Pajala, Norrbottens län, Suedia ce deservește zona Pajala. Aeroportul a fost tranzitat în 2022 de 8.768 de pasageri. A fost deschis în 1999.
Situat la o altitudine de 165 m, aeroportul dispune de 1 pistă. Este operat de Comuna Pajala.

## Infrastructură

### Piste
Aeroportul dispune de o singură pistă. Pista 11/29 are suprafața de asfalt și dimensiunile 2.302 m × 45 m. 